# Fédération française d'haltérophilie-musculation
La Fédération française d'haltérophilie-musculation (abrégée en FFHM), est une association de type loi de 1901 à but non lucratif, fondée le 17 décembre 2000 sous le titre Fédération française d’haltérophilie, musculation, force athlétique et culturisme et modifiée à la date du 1er septembre 2015. Son but premier est d'organiser, de contrôler et de développer la pratique de l'haltérophilie et de la musculation. 
La fédération a reçu l’agrément et la délégation du ministère chargé des Sports pour l’Haltérophilie et la Musculation et assure donc une mission de service public, en faveur du développement de ces disciplines.

## Missions
La fédération française d'haltérophilie-musculation a pour rôle :
- d’organiser, de contrôler et de développer la pratique de l’haltérophilie et de la musculation ainsi que de contribuer, par ces activités, au développement et à la promotion de l’éducation et de la culture, de l’intégration et de la participation à la vie sociale et citoyenne ;
- de diriger, de coordonner et de contrôler l’activité des groupements sportifs qui lui sont affiliés et de ses licenciés ;
- d’assurer la formation et le perfectionnement des dirigeants, animateurs, formateurs et entraîneurs fédéraux ;
- de veiller à la préparation, à la formation et à la reconversion des sportifs de haut niveau.

La Fédération a pour objectif l’accès de tous à la pratique des activités physiques et sportives. Elle s'engage pour un sport sain, visant à l'épanouissement et à la santé de ses licenciés. 
Elle est affiliée à l’E.W.F (European Weightlifting Federation) et l’I.W.F.(International Weightlifting Federation) dans le respect de leurs statuts et veille au respect de la charte de déontologie du sport établie par le Comité national olympique et sportif français (CNOSF).

## Présidents
- ?-2013 : Jean-Paul Bulgaridhès
- 2013-2017 : Marc Andrieux
- 2017-2021 : Jean-Paul Bulgaridhès
- 2021-2022 : Guy Koller[2]
- 2022- : Michel Reynaud

## Hiérarchie de compétition
| Compétition individuel                      | Compétition individuel | Compétition individuel | Compétition individuel | Compétition individuel | Compétition individuel | Compétition individuel | Compétition individuel |
| ------------------------------------------- | ---------------------- | ---------------------- | ---------------------- | ---------------------- | ---------------------- | ---------------------- | ---------------------- |
| Championnat de France ELITE                 |                        |                        |                        |                        |                        |                        |                        |
| Grand Prix FEDERAL                          |                        |                        |                        |                        |                        |                        |                        |
| Championnats interrégionaux                 |                        |                        |                        |                        |                        |                        |                        |
| Championnats régionaux ou de Provinces      |                        |                        |                        |                        |                        |                        |                        |
| Championnats départementaux                 |                        |                        |                        |                        |                        |                        |                        |
| Tournoi de l'Avenir (compétition débutante) |                        |                        |                        |                        |                        |                        |                        |

| Championnat par équipes                                   | Championnat par équipes | Championnat par équipes | Championnat par équipes | Championnat par équipes | Championnat par équipes | Championnat par équipes | Championnat par équipes |
| --------------------------------------------------------- | ----------------------- | ----------------------- | ----------------------- | ----------------------- | ----------------------- | ----------------------- | ----------------------- |
| Top 9: 2 groupes (H/F) de 9 clubs                         |                         |                         |                         |                         |                         |                         |                         |
| National 1: 2 groupes (H/F) de 9 clubs                    |                         |                         |                         |                         |                         |                         |                         |
| National 2: 2 groupes (H/F) de 9 clubs                    |                         |                         |                         |                         |                         |                         |                         |
| Régional 1: 2 groupes (H/F) de x clubs (selon les ligues) |                         |                         |                         |                         |                         |                         |                         |
| Régional 2: existence selon les ligues                    |                         |                         |                         |                         |                         |                         |                         |